# Couvent des Jacobins (rue Saint-Honoré)
Pour les articles homonymes, voir Couvent des Jacobins.
Le couvent de l'Annonciation ou couvent des Jacobins de la rue Saint-Honoré était un couvent dominicain situé rue Saint-Honoré, à Paris. Son emplacement correspond à la place du Marché-Saint-Honoré.

## Historique
Le couvent de l'Annonciation est fondé en 1611 par le père Sébastien Michaëlis. Celui-ci vient de réformer la province de Toulouse des frères prêcheurs, érigée en congrégation occitane réformée. Malgré l'opposition à ses vues du chapitre général de l'ordre, il obtient la permission de Louis XIII et de la régente Marie de Médicis de fonder à Paris un nouveau couvent.
Grâce au soutien actif de l'évêque de Paris Henri de Gondi, qui fait un don de 50 000 livres, les jacobins réformés peuvent construire leur nouveau couvent sur des terrains maraîchers, hors les murs de l'Enceinte de Charles V, à environ 300 mètres au-delà de la deuxième porte Saint-Honoré.
Les premiers bâtiments, de dimensions modestes, destinés à accueillir une vingtaine de religieux sont rapidement agrandis. Le petite chapelle est ainsi remplacée dès 1619 par une église « pouvant contenir près de 600 fidèles » (M. Gasnier, Les Dominicains…, p. 105).
Jean de Rechac (1604-1660), religieux dominicain témoin de l'époque et premier historien français de l'ordre, indique qu'au milieu du XVIIe siècle, le couvent peut accueillir une centaine de religieux et que depuis 1630 jusqu'en 1646 « ils n'ont pas été moins de quatre-vingts ».
Comme tous les lieux de culte et monastères, le couvent des Jacobins est nationalisé suivant les décrets des 16 mai et 6 juillet 1790. Avant cela quelques salles du monastère avaient déjà été louées par la congrégation à la Société des Amis de la Constitution futur « Club des jacobins ».
Le Comité ecclésiastique de l'Assemblée Nationale décide, le 31 août 1790, que le contenu de la bibliothèque sera transféré à la bibliothèque des Capucins de la rue Saint-Honoré. L'inventaire de la bibliothèque est terminé en janvier 1790, il tient dans un catalogue de 58 pages et est remis à M. Ameilhon, bibliothécaire de la Ville, qui se charge de faire transporter les livres aux Capucins. En octobre 1790, M. Doyen est chargé de réaliser l'inventaire des peintures et des tableaux et M. Mouchy celui des sculptures du couvent. Leur inventaire est terminé en décembre. Début mai 1791, les tableaux et le buffet d'orgue de l'église sont transférés au ci-devant couvent des Petits-Augustins.
Le club est fermé en 1794 et les bâtiments sont démolis en 1806.

## Origine du nom «jacobin»
Le terme « Jacobins » désignait, avant la Révolution, l'ordre des Dominicains, qui avait établi le 6 août 1218 son premier couvent à Paris dans un hospice pour pèlerins nécessiteux situé rue Saint-Jacques. Les frères dominicains reçurent alors le surnom de « jacobins », dérivé du prénom Jacques, Jacobus en latin.
En 1789, les Dominicains possédaient à Paris trois maisons : le couvent de la rue Saint-Jacques, celui de la rue Saint-Honoré qui deviendra en 1790 le siège du Club des jacobins, et la maison du faubourg Saint-Germain dont la chapelle est devenue l'église Saint-Thomas-d'Aquin.

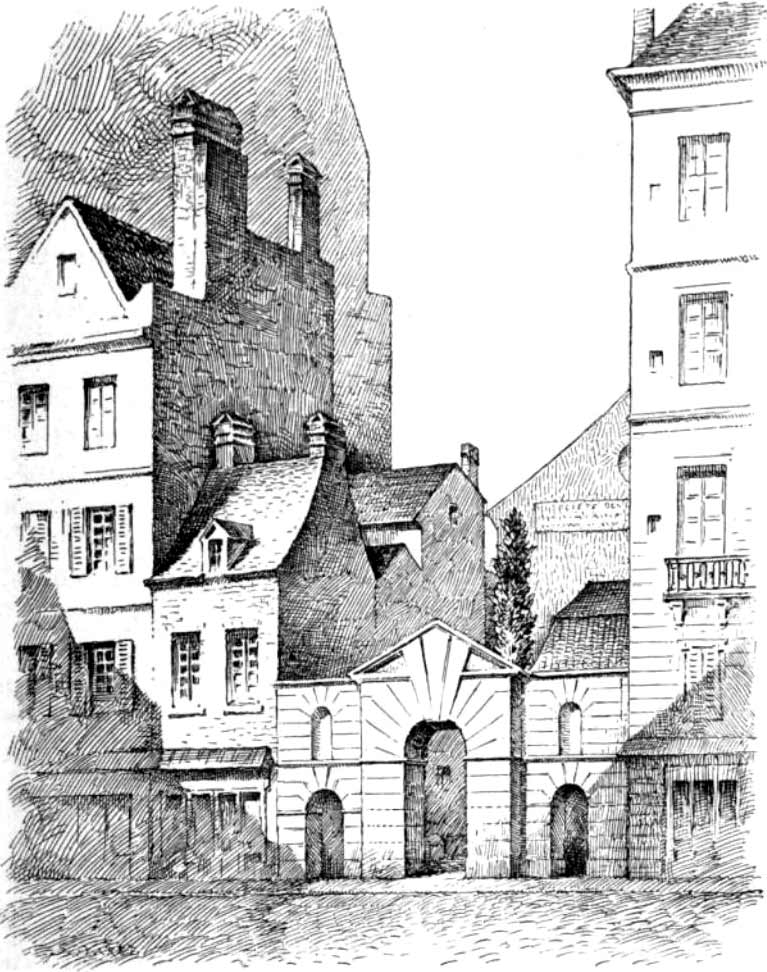
Portail d'accès au couvent des Jacobins par la rue Saint-Honoré.

## Description
On accède au couvent par deux entrées :
- Au Sud, l'entrée principale rue Saint-Honoré, située à la hauteur de l'intersection avec l'actuelle rue du Marché-Saint-Honoré est constituée d'un portail à trois arcades, l'arcade centrale permettant le passage de voitures, les deux arcades de côté réservées aux piétons.
- À l'Est, une entrée secondaire est aménagée au bout du cul-de-sac Saint-Hyacinthe, aujourd'hui rue Saint-Hyacinthe, qui part de la rue de la Sourdière.

À la suite du portail principal, ou grille, de la rue Saint-Honoré, un passage d'une trentaine de mètres entre des maisons d'habitation propriétés de la congrégation, donne accès à une cour pavée en forme de U au centre de laquelle se trouve l'église. Au Nord de l'église, son chevet et les trois bâtiments conventuels disposés en carré enserrent un petit jardin et le cloître du monastère. À l'Ouest de l'église, des bâtiments en aile, cours et remises sont adossés aux hôtels particuliers de la place Vendôme. Au Nord des bâtiments conventuels et à l'Est de l'église un grand jardin aménagé en potager s'étend jusqu'au cul-de-sac de la Corderie, aujourd'hui rue Gomboust.
Ces constructions sont d'une architecture simple. L'église est composée d'une nef flanquée de cinq chapelles de chaque côté. Au fond de la nef, le sanctuaire, protégé par une grille à hauteur d'homme, comprend le maître-autel adossé à un retable, derrière lequel sur toute sa largeur se trouve le chœur avec son petit autel et les stalles des moines. Dans la nef sont disposés des tableaux de Pourbus (l’Annonciation) et de Mignard (l’Ecce Homo et la Mère de Douleur), ainsi que les mausolées du maréchal de Créquy (par Coysevox) et du peintre Mignard (par Jean-Baptiste II Lemoyne). Une chaise qui, d'après la tradition, avait servi à saint Thomas d'Aquin, y était soigneusement conservée.

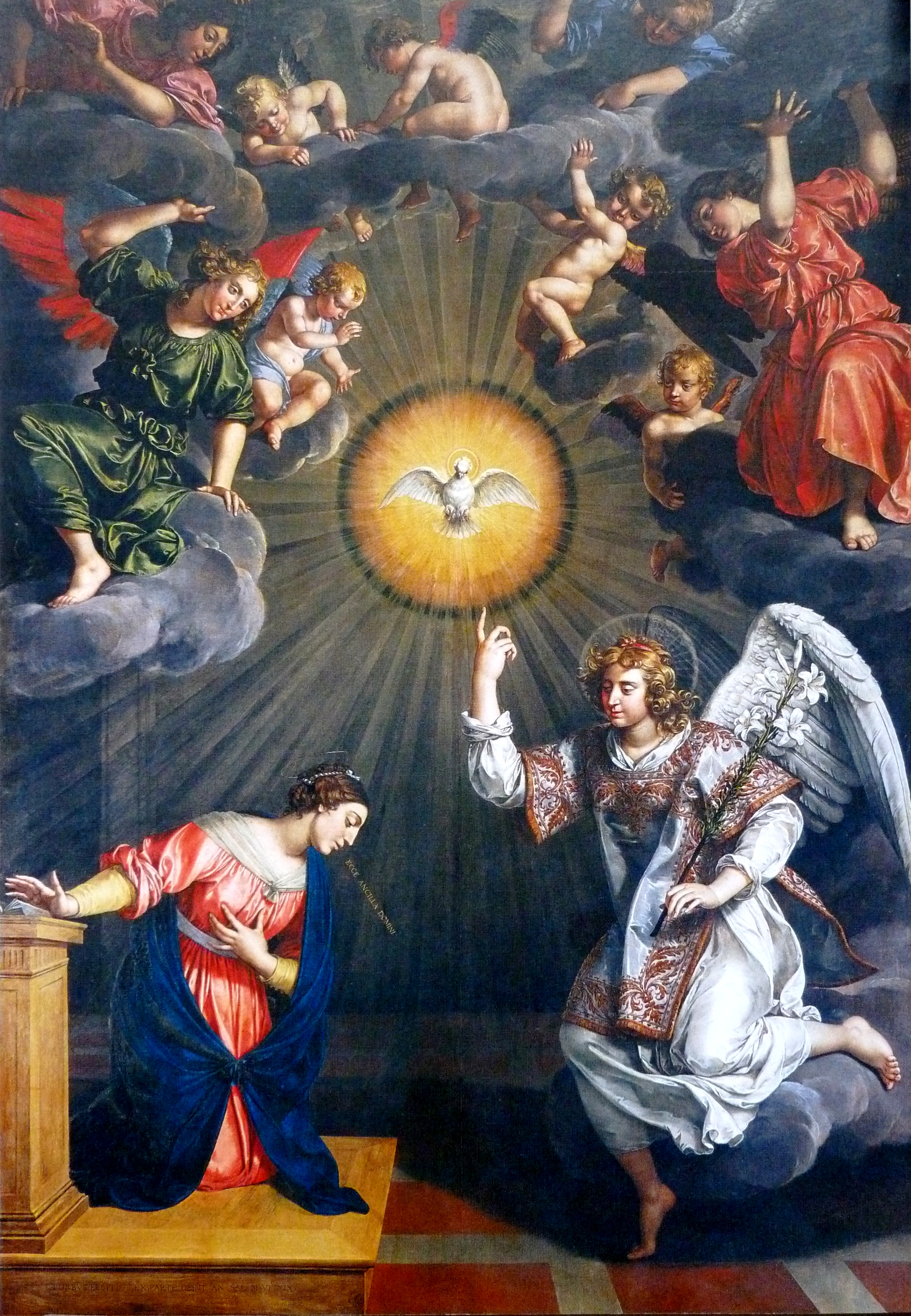
L’Annonciation derrière le maître-autel de l'église.

À la fin du XVIIIe siècle, la bibliothèque compte parmi les plus importantes de Paris. En 1787, un guide destiné aux visiteurs de Paris lui attribue 32 000 imprimés et 132 manuscrits. Après la nationalisation du couvent en 1790, les livres sont transportés au dépôt établi dans le proche couvent des Capucins.
Le couvent possède aussi un petit cabinet d'histoire naturelle, créé par le Père Labat au début du siècle.

## LeClub des jacobins
À la suite de l'invasion du palais par la foule Louis XVI est contraint de quitter Versailles le 6 octobre 1789 pour s'installer au Château des Tuileries. Les députés, considérant que leur assemblée fait corps avec le roi, décident le soir même qu'ils doivent siéger à Paris. Le temps de trouver une salle capable de les recevoir dignement, ils se réunissent provisoirement dans la chapelle de l'archevêché à partir du 19 octobre. L'effondrement d'une partie des tribunes montées à la hâte accélère leur installation définitive dans la Salle du Manège où leur première séance se déroule le 9 novembre 1789. Le groupe de députés connu sous le nom de Club breton recherche alors pour tenir ses réunions un lieu proche du Manège. Les couvents des Capucins et des Feuillants de la rue Saint-Honoré, en cours d'investissement par les services de l'Assemblée, n'ont pas de place. C'est alors que le P. Laurent Fernbach, dominicain, professeur de philosophie, maître des novices au couvent des Jacobins et ouvert aux « idées nouvelles », propose d'accueillir le club dans son monastère, de l'autre côté de la rue.

### La première salle de réunion de la Société des Amis de la Constitution
Les indications du premier emplacement loué par la congrégation aux députés ne concordent pas, même parmi les souvenirs des acteurs de l'époque. S'il semble établi qu'a été demandé un loyer de 200 livres pour la mise à disposition d'une salle et autant pour la mise à disposition de mobilier, le doute subsiste non seulement sur la localisation de cette salle dans le couvent, chapitre, réfectoire, bibliothèque, mais aussi sur la date de la première occupation de ce lieu.
- Alexis Dubois-Crancé indique que les membres du club breton cherchaient un local « à portée de la nouvelle salle des séances du corps constituant qui venait d'être établi au Manège des Tuileries [octobre 1789]. On trouva le prieur des jacobins de la rue Saint-Honoré disposé à prêter la salle de la bibliothèque du couvent et l'on s'y installa »[13].
- Alexandre de Lameth écrit, lui, : « Les députés des provinces éloignées de la capitale […] désiraient qu'on établit un point de réunion pour se concerter sur la direction des affaires publiques […] On fit des recherches dans les environs de l'Assemblée et on loua pour deux-cents francs par an le réfectoire du couvent des Jacobins, et pour une somme pareille le mobilier qui consistait en chaises et tables pour le bureau. La première séance réunit cent députés et le lendemain un nombre double »[14].

- Millin de Grandmaison, archéologue respecté à l'époque, lui-même membre du Club, demeurant aux Feuillants dans l'immédiat voisinage des Jacobins, après avoir visité les lieux à la fin de 1790, raconte : « Plusieurs de ses membres [du comité breton] cherchèrent un local voisin des Tuileries ; les jacobins leur offrirent leur chapitre, qu'ils acceptèrent, […] les bancs qui entouraient la salle pour la tenue du chapitre, et quelques chaises avaient d'abord suffi. Il fallut ensuite faire pratiquer des bancs en gradin pour placer le plus grand nombre de personnes »[15].

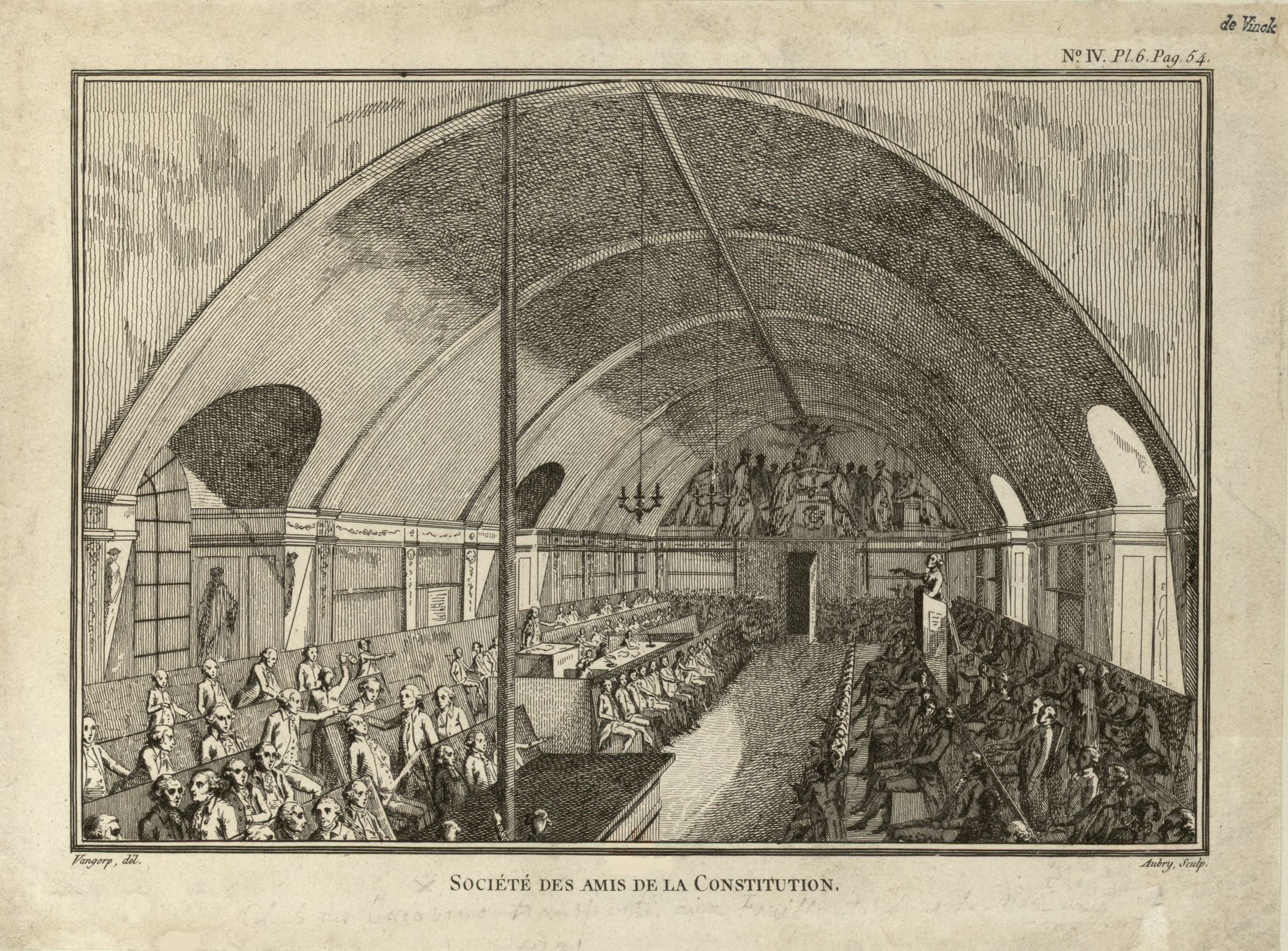
La bibliothèque du couvent, estampe par Van Gorp, musée Carnavalet (voir sa notice).

### Les Amis de la Constitution à la bibliothèque
Si la tenue des séances de la Société en 1790 dans la bibliothèque ne fait pas débat, il n'en est pas de même pour l'implantation de cette salle. De nombreux auteurs, et des plus avisés, tels A. Aulard, reprennent sans discuter la localisation initialement introduite par Millin de Grandmaison : « Au premier étage [du couvent] sont les dortoirs qui étaient vastes et commodes et au-dessus de l'église on avait placé la bibliothèque ». Cette indication est contredite par des témoignages autorisés et indépendants. Bien avant la présence de députés à Paris, Thiéry, auteur d'un guide de Paris souvent réédité, place « la bibliothèque au deuxième étage, vaste et bien aérée, qui contient 32 mille volumes ». Sont déterminantes les descriptions du couvent réalisées en février 1791 par les architectes Edme Verniquet, l'auteur du célèbre Plan de Paris, et Georges-Louis Mouchelet, architecte et inspecteur général des bâtiments civils, chargés de l'estimation de ce vaste ensemble immobilier par l'Assemblée Nationale et la Commune de Paris pour le compte du Comité d'aliénation des biens nationaux.
Après avoir mentionné l'existence, derrière l'église, de trois corps de bâtiments conventuels en forme de U renversé autour du cloître, le rapport poursuit : « Les deux étages desdits trois corps de logis, excepté une partie du deuxième, sont divisés en cellules de religieux, séparées dans le sens de la longueur des bâtiments par un grand corridor qui règne au pourtour […] Dans le corps de logis à droite, toute la partie du deuxième étage formait la bibliothèque à côté de laquelle dans la partie en retour existe encore un cabinet d'histoire naturelle ».
Le petit cabinet d'histoire naturelle créé au début du XVIIIe siècle par le P. Labat de retour de mission aux Antilles se situe bien au second étage sur le jardin comme le confirme le rapport des experts scientifiques chargés de son estimation, d'ailleurs de faible valeur selon leurs dires.
Les clubistes se réunissent donc chaque jour dans cette vaste salle réaménagée avec bancs en gradins, estrade pour le président et tribune pour l'orateur (voir estampe), sous le portrait en majesté de saint Thomas d'Aquin placé au-dessus de la porte. « Il est assis sur une fontaine où des religieux de différents ordres viennent puiser. Au mur de la bibliothèque quelques portraits de religieux de l'ordre qui se sont distingués par leurs vertus ».

### La Société des jacobins à l’église
La Société des Amis de la Constitution, à l'étroit dans la bibliothèque où elle accueille à chaque séance des centaines de membres et un nombreux public, avait sûrement des visées sur l'église, nettement plus vaste dans son périmètre de 50 par 25 mètres. Dès la fin décembre 1790, la société des Jacobins recense 1 100 membres à Paris. Cet effectif croit rapidement et Carra, le 19 mars 1791, prévient : « Déjà la Société est forcée de chercher un local qui puisse contenir au moins 3 000 personnes habituellement ; et si nos calomniateurs continuent il faudra tenir nos séances dans une des plus grandes églises de Paris ».
Or, l'église du couvent, comme la plupart des églises de Paris, est fermée au culte au printemps 1791, en application de l'arrêté du département du 11 avril 1791. Sans plus attendre, la Société des Jacobins obtient l'accord du département de Paris le 15 avril 1791, pour louer l'église, le chœur et les dépendances contre paiement d'un loyer de 1 200 livres par an. Le 28 mai 1791 elle peut donc transférer les réunions de la bibliothèque du monastère à son église. Le bail est signé ce même jour par François Deffieux et Pierre-Nicolas Millet au nom de la Société des Amis de la Constitution.
L'église réaménagée pour les besoins des séances sert de décor à une estampe satirique datée de janvier 1792. Les propos et les caricatures des orateurs importent peu ici puisque l'intérêt du document réside dans ce qu'il révèle de la disposition des lieux et de ses réaménagements.
Au fond de la ci-devant église et pour gagner de la place, des gradins pour le public ont été dressés à la place du chœur, derrière l'ancien emplacement du maître-autel et de son retable, démontés fin 1790. Il n'est pas impossible que la tribune au-dessus de ces gradins, éclairée par trois vitraux, ne soit que le plafond de l'ancien chœur. Les gradins des membres de la Société sont élevés de chaque côté de la nef et, reprenant la disposition de la salle du Manège, le président et ses secrétaires siègent sur la tribune de droite, les orateurs sur celle de gauche. On aperçoit les chapelles murées et la chaire derrière la tribune du président. On peut noter le dessin de la voûte en berceau, nouvelle preuve de l'inexactitude de l'affirmation de Millin sur l'emplacement de la bibliothèque.
Et l’usage va s’imposer de dire : « on va aux Jacobins » (contraction de « … au couvent des Jacobin »). D'où le nom de « jacobins » donné aux membres du Club.

### Fermeture du club
Après la chute des jacobins le 9 thermidor an II (27 juillet 1794), avoir été jacobin devient « une tare », alors que ce fut un passeport.
Trois mois après la mort de Robespierre, la salle des Jacobins est assiégée par la jeunesse dorée, envahie, dévastée et fermée : en novembre 1794, le boucher Legendre, qui de robespierriste était devenu thermidorien, vient mettre les scellés sur l'église.

## La fin du couvent
Le 28 floréal an III (17 mai 1795), la Convention décrète que « l’emplacement des ci-devant Jacobins, rue Saint-Honoré, sera consacré à l’établissement d’un marché public. Ce marché portera le nom de Neuf thermidor ».
Le grand emplacement no 1485 (section de la Butte-des-Moulins), comprenant tous les bâtiments claustraux servant aux ci-devant religieux Jacobins et démolis en prairial an III sur décret de la Convention, est vendu le 29 messidor an VIII (18 juillet 1800) à la compagnie Bodin, constituée par Louis et Victor Bodin, entrepreneur général des services de l'Armée d'Italie à Lyon, pour y construire un marché couvert.
L’affaire traîne en longueur. Il faut attendre 1806 pour que l’on perce la rue du Marché-Saint-Honoré dont l’extrémité est occupée par une halle (actuelle place du Marché-Saint-Honoré).